# Dự án Galileo (UFO học)
Dự án Galileo là nhóm nghiên cứu nhằm xác định bản chất của vật thể liên sao không xác định và vật thể giống `Oumuamua bằng phương pháp khoa học tiêu chuẩn dựa trên phân tích minh bạch dữ liệu khoa học mở được thu thập bằng các công cụ tối ưu hóa. Mục đích của Dự án Galileo nhằm khuyến khích hoạt động tìm kiếm dấu hiệu công nghệ ngoài hành tinh thuộc nền Văn minh Công nghệ Ngoài Trái Đất (ETC) từ việc quan sát truyền thuyết hoặc giai thoại cho đến mảng nghiên cứu khoa học chính thống mang tính minh bạch, xác thực và có hệ thống. Trung tâm Vật lý Thiên văn Harvard–Smithsonian ở Cambridge, Massachusetts thông báo khởi động dự án này vào ngày 26 tháng 7 năm 2021.
Dự án sẽ phát triển một thuật toán trí tuệ nhân tạo nhằm xác định vị trí vật thể liên sao có khả năng xuất xứ nhân tạo, cũng như vệ tinh không xác định và hiện tượng không trung được cho là do nền văn minh công nghệ ngoài Trái Đất tạo nên. Dự án này hiện đặt dưới sự chỉ đạo của Avi Loeb, Giám đốc Lý thuyết Khoa học tại Breakthrough Initiatives thuộc Quỹ Giải thưởng Breakthrough, và là giáo sư thiên văn học của Đại học Harvard.